# Parêntese angular
Parêntese ou parêntesis angular, também chamado de chevron, é um sinal de pontuação duplo que se coloca em um fragmento de texto, devendo ser traduzido como "divisa". Matematicamente também significa "menor que" e "maior que".
Os seus símbolos são os seguintes: < para abrir e > para fechar.

## Na linguística
Na linguística ou mais especialmente na grafemática, os chevrons ⟨ ⟩, ‹ › ou <> são convencionalmente usado para indicar grafemas ou transcrições gráficas de unidades sonoras, exemplo: ‹y›. Os códigos em Unicode destes símbolos são:
- ⟨ ⟩: U+27E8 e U+27E9
- ‹ ›: U+2039 e U+203A
- < >: U+003C e U+003E

## Uso matemático
Na matemática, pode significar:
- < menor que
- > maior que

ou
- <> diferente de

ou
- < ordem crescente
- > ordem decrecente

⟨x,y⟩ usualmente denota o produto interno de x e y.
Exemplo
- 100 < 120 : 100 é menor que 120
- 120 > 100 : 120 é maior que 100

## Na informática
Em XML e HTML os chevrons são utilizados para a concepção de tags para aplicar formatação de conteúdo específico que circunda. Assim, geralmente:
<nomedatag nomedoparametro="valordoparametro">CONTEÚDO</nomedatag>
ou
```
<!DOCTYPE html>

<
html
 
lang
=
"pt-BR"
 
xml:lang
=
"pt-BR"
 
xmlns
=
"http://www.w3.org/1999/xhtml"
>

    
<
head
>

        
<
meta
 
charset
=
"ISO-8859-1"
 
/>

        
<
title
>
Wikipédia: A enciclopédia livre
</
title
>

    
</
head
>

    
<
body
>

        
<
h1
>
Chevron
</
h1
>

    
</
body
>

 
</
html
>

```

Nos primeiros tempos da Internet os chevrons, as vezes, eram usados para incluir um e-mail ou endereço web. Isso foi pensado para evitar a confusão de que se a pontuação pertencia ao endereço ou a sentença circundante, exemplo:
| “ | Para mais informações visite o site <www.exemplo.com>. Qualquer dúvida mande um e-mail no seguinte endereço <editor@exemplo.com>. | ” |

## Na arte sequencial
Nos quadrinhos, os sinais denotam uma língua estrangeira sendo traduzida para a língua do leitor, geralmente com uma identificação em asterisco de qual língua estrangeira está sendo falada.
Por exemplo:
<Não é possível!>*
.*traduzido do japonês

## Naheráldica
Nesse caso o formato do chevron é utilizado no desenho interno dos brasões. Provavelmente o seu uso mais comum seja na heráldica inglesa como também na heráldica francesa. É relativamente rara na heráldica alemã.

Trans é um município, no distrito de Hinterrhein no Cantão suíço de Graubünden.
Bolligen é uma municipalidade no Distrito administrativo de Berna do Cantão de Berna, Suiça.
A bandeira da Associação Norte Americana de Vexilologia.